# Atopsyche huamachucu
Atopsyche huamachucu is een schietmot uit de familie Hydrobiosidae. De soort komt voor in het Neotropisch gebied.